# Sechs Klavierstücke opus 115
Sechs Klavierstücke is een verzameling werkjes van Christian Sinding voor de piano solo. Ze verschenen niet meer zoals vorige werkjes bij Breitkopf und Härtel, maar bij Musikverlag EOS GmbH in Berlijn.
De zes titels roepen sfeerbeelden op:
1. Sommerwolken (Animato) (As-majeur)
2. Die Quelle (Cantando) (Es-majeur)
3. In der Nacht (Langsam) (c-mineur)
4. Traum (Cantabile) (Des-majeur)
5. Am Strande (Andante) (E-majeur)
6. Beim Tanz (Walzertempo) (Bes-majeur)